# ماثيو هولمان
ماثيو هولمان (بالإنجليزية: Matthew J. Holman) (مواليد 1967) هو عالم فلك، ومحاضر في جامعة هارفارد. درس هولمان في معهد ماساتشوستس للتكنولوجيا، حيث حصل على درجة البكالوريوس في الرياضيات عام 1989 وشهادة الدكتوراه في علم الكواكب في عام 1994.
كان جزءا من الفريق الذي اكتشف العديد من الأقمار الغير نظامية من المشتري وزحل (ألبيوريكس)، أورانوس (بروسبيرو، سيتيبوس ، ستيفانو، ترينكولو، مارغريت، فرانسيسكو، فرديناند) ونبتون (هاليميدي، سان، لاوميديا).